# Ida Andrea Breigan
Ida Andrea Breigan (* 22. Juli 2004 in Fredrikstad) ist eine norwegische Leichtathletin, die sich auf den Weitsprung spezialisiert hat. Auch ihre Eltern Bo Henrik Breigan und Mimi Storm-Hansen waren als Leichtathleten aktiv.

## Sportliche Laufbahn
Erste internationale Erfahrungen sammelte Ida Andrea Breigan im Jahr 2023, als sie bei den U20-Europameisterschaften in Jerusalem mit einer Weite von 6,20 m in der Qualifikationsrunde ausschied und mit der norwegischen 4-mal-100-Meter-Staffel mit 45,99 s den Finaleinzug verpasste. Zudem begann sie ein Studium an der University of Texas at San Antonio in den Vereinigten Staaten. 2025 wurde sie bei der 2. Liga der Team-Europameisterschaft in Maribor mit 6,65 m Zweite hinter der Serbin Milica Gardašević und wurde im Staffelbewerb disqualifiziert. Anschließend gewann sie bei den U23-Europameisterschaften in Bergen mit 6,58 m die Bronzemedaille hinter der Rumänin Ramona Verman und Samira Attermeyer aus Deutschland. 
2023 wurde Breigan norwegische Meisterin im Weitsprung im Freien und auch in der Halle.